# Tearfund Deutschland
Tearfund Deutschland e. V. (vorher World Relief Deutschland) ist eine christlich-evangelikale, nichtstaatliche, humanitäre Hilfsorganisation.
Das wichtigste Anliegen des Vereins ist es, sich gegen Armut einzusetzen und benachteiligten Menschen eine Verbesserung ihrer Lebenssituation durch Projekte der Entwicklungszusammenarbeit und Nothilfe zu ermöglichen. Tearfund Deutschland ist in fünf großen Themenfelder der Entwicklungszusammenarbeit aktiv: Bildung und Einkommen, Entwicklungsorientierte Nothilfe und Katastrophenhilfe, Flüchtlingshilfe weltweit, Friedensförderung und Gesundheit, Wasser und Ernährung.
Die Organisation ist seit 2019 eigenständiger Teil der weltweiten Tearfund-„Familie“. Der deutsche Sitz ist in Berlin.
Der Verein ist Träger des DZI Spenden-Siegels. Er ist auch Unterzeichner der Initiative Transparente Zivilgesellschaft.
Der Name „Tearfund“ ist ein Akronym und steht für „The Evangelical Alliance Relief Fund“.

## Organisation

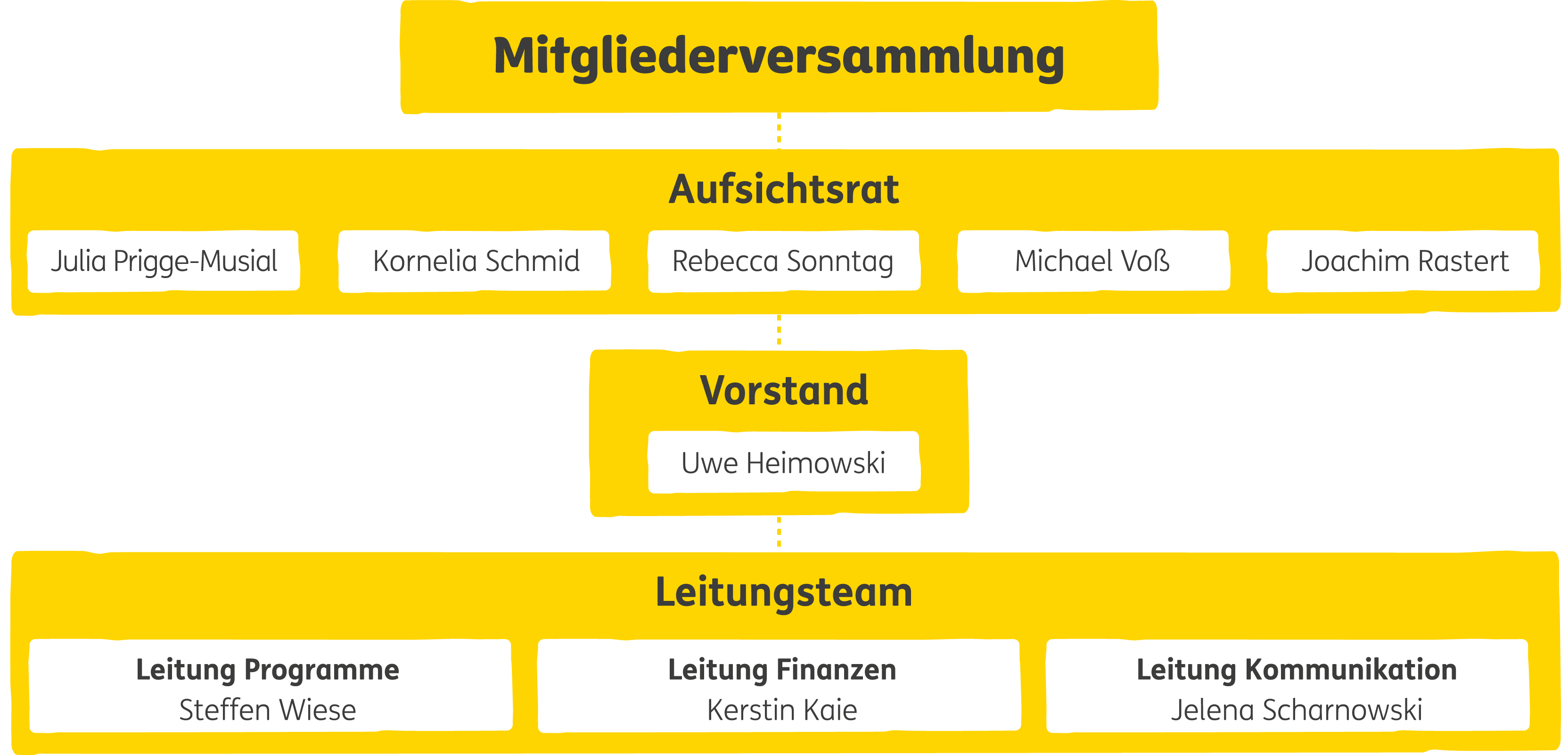
Organigramm von
Tearfund Deutschland

Der Verein ist als gemeinnützig anerkannt. Der Slogan ist „Nächstenliebe, grenzenlos“.
Organe des Vereins sind die Mitgliederversammlung, der Vorstand und der Aufsichtsrat. Im Jahr 2023 hatte der Verein acht stimmberechtigte Mitglieder. Die Bereiche Internationale Programme, Finanzen und Kommunikation sind dem Vorstand unmittelbar unterstellt.
Die Fachkräfte sind in der Geschäftsstelle und in den Projektländern sowohl ehrenamtlich als auch hauptberuflich tätig.

## Arbeitsgrundsätze
Der Verein ist davon überzeugt, dass alle Menschen gleich sind und dass die Organisation jedem Menschen mit Respekt und Liebe begegnen soll. Der Verein achtet Menschen jeder Kultur, jedes Geschlechts, jedes Glaubens, jeder Weltanschauung, Orientierung und jeder politischen Meinung und erkennt die Wichtigkeit kultureller Vielfalt an. Tearfund Deutschland ist der Meinung, dass man nur dann in echte Partnerschaft mit anderen treten kann, wenn man sich gegenseitig als gleich achtet.
Der Verein ist Unterzeichner des Code of Conduct for The International Red Cross and Red Crescent Movement and NGOs in Disaster Relief, eines Verhaltenskodex für elementare professionelle Prinzipien, der Standards für eine gute Praxis innerhalb der Katastrophenhilfe festlegt.

## Geschichte
Der Verein wurde 1998 in Deutschland von Christen gegründet, die entschlossen waren, einen aktiven Beitrag zur Überwindung von Not und Armut in den Ländern Zentral- und Südasiens zu leisten. Anfangs wurde die Unterstützung und Hilfe durch ehrenamtliche Mitarbeiter erbracht. Im Laufe der Zeit nahm die Anzahl und auch die Größe der einzelnen Projekte zu. Darüber hinaus wuchs auch die Erkenntnis, dass das Verständnis von fremden Kulturen, Lebensweisen, Sprachen und Religionen für die Erarbeitung erfolgreicher und nachhaltiger Lösungen nötig ist. Dies führte zu der Entstehung längerer Projektlaufzeiten und Auslandsaufenthalten des Personals und einer Neuorganisation des Vereins.
Von April 2014 bis Oktober 2019 gehörte die Organisation zu World Relief, einer 1944 in New York gegründeten Hilfsorganisation für das kriegszerstörte Europa.
Seit Oktober 2019 ist Tearfund Deutschland Teil der weltweiten Tearfund-Familie. Sie bleibt ein eigenständiger Verein. Vorstandsvorsitzende waren ab 2018 Martin Knispel, ab Juni 2021 Bernd Gülker und seit Mai 2023 Uwe Heimowski.

## Arbeitsschwerpunkte
Der Verein ist besonders daran interessiert, Gemeinschaften zu stärken, damit sie selber den Weg aus Armut und Krisen finden. Gemeinwesen- und Kommunalentwicklung, institutionelle Entwicklungsprojekte, Nothilfe sowie Beratung und Bildung zur Förderung von Gemeinschaften sind neben der Anwaltschaft für die Betroffenen wichtige Instrumente in der Arbeit von Tearfund Deutschland. Dabei wird Kultur als ein entscheidender Schlüssel zur Nachhaltigkeit angesehen.

### Entwicklungsorientierte Nothilfe
Der Verein verfolgt das Ziel, komplexe Notlagen und die Not der betroffenen Menschen in Katastrophen zu lindern, die Entstehung der Abhängigkeit der Betroffenen von der humanitären Hilfe zu verhindern und ihnen ein selbstbestimmtes Leben nach Krisen und Katastrophen zu ermöglichen.

### Gesundheit, Wasser und Ernährung
Neben der Sicherung der medizinischen Versorgung von Menschen in Katastrophen- und Krisengebieten, der Vorbeugung gegen Krankheiten, der Förderung der Basisgesundheits- und Wasserversorgung hat Tearfund Deutschland Schwerpunkte im Bereich der Mutter-und-Kind-Versorgung, der nachhaltigen Notfallversorgung und der Verbesserung der Ernährung von Klein- und Schulkindern.

### Bildung und Existenzsicherung
Im Bildungsbereich ermöglicht der Verein durch seine Projekte Kindern den Grundschulbesuch, weiterführende Bildung und zielgerichtete Berufsausbildung. Eng verbunden damit sind Maßnahmen, die den Menschen durch ein nachhaltiges Einkommen einen Weg aus der Armut ermöglichen. Kleingewerbeförderung, Trainings- und Schulungsmaßnahmen, Mikrokredite, Infrastrukturförderung und Beratung sind hier die weiteren Schwerpunkte der Arbeit von Tearfund Deutschland.

## Projekte
Im Jahre 2018 ist Tearfund Deutschland in sieben Ländern im Mittleren und Nahen Osten und Afrika aktiv: Irak, Jemen, Jordanien, Pakistan, Somaliland, Syrien und Türkei.

## Finanzierung
Der Verein finanziert sich durch Fördermittel und Spenden sowohl von Privatpersonen als auch von Institutionen. Die Zahlen für 2020 sind dem Jahresabschluss, ab Seite 15, zu entnehmen, frühere Zahlen sind, grafisch dargestellt, in den Jahresberichten zu finden.

## Mitgliedschaften
- Deutsch-Jemenitische Gesellschaft
- Erlassjahr.de
- Gemeinsam gegen Menschenhandel (Partnerschaft)
- Micha Deutschland
- WASH-Netzwerk

## Internationale Programm- und Projektpartner
(Quelle:)
- EU-CORD – Netzwerk europäischer christlicher humanitärer Hilfs- und Entwicklungshilfeorganisationen.[22]

### UN-Partner
- UNHCR – United Nations High Commissioner for Refugees
- UNICEF – United Nations Children Fund
- UNOCHA – United Nations Office for the Coordination of Humanitarian Affairs
- WHO – World Health Organization

### Öffentliche Partner
- Auswärtiges Amt (AA) und Institut für Auslandsbeziehungen (ifa)
- Deutsche Gesellschaft für Internationale Zusammenarbeit (GIZ)
- Dutch Relief Alliance
- USAID / OFDA – United States Agency for International Development
- Australian High Commission

### Zivilgesellschaftliche Partner
- Humedica e. V.
- PartnerAid CH
- PartnerAid UK
- PartnerAid USA
- Tearfund Ireland
- Tearfund UK
- World Relief
- ZOA International